# Actinotia sikkimensis
Actinotia sikkimensis är en fjärilsart som beskrevs av Moore 1867. Actinotia sikkimensis ingår i släktet Actinotia och familjen nattflyn. Inga underarter finns listade i Catalogue of Life.